# Шолоховский район
Шолоховский район — административно-территориальная единица (район) и муниципальное образование (муниципальный район) в составе Ростовской области Российской Федерации.
Районный центр — станица Вёшенская. От станицы до ближайшей железнодорожной станции — 150 км, до областного центра — 360 км.

## История
Образован район в 1924 году и назывался Вёшенский.
С 1954 по 1957 годы входил в состав Каменской области. В 1956 году к нему присоединена часть территории бывшего Базковского района. В 1963 году район укрупнен за счет присоединения территорий Верхнедонского и Боковского районов. Разукрупнялся в 1964 и 1970 годах. На основании Указа Президиума Верховного Совета РСФСР от 4 июня 1984 года Вешенский район переименован в Шолоховский. Так была увековечена память великого земляка — писателя М. А. Шолохова.

## География
Расположен в северной части области граничит с Волгоградской областью. Территория Шолоховского района — более 2,5 тыс. квадратных километров. По территории района протекают следующие реки: Дон, Дубровая, Решетовка.

## Население
| 2002    | 2009    | 2010    | 2011    | 2012    | 2013    | 2014    | 2015    | 2016    |
| ------- | ------- | ------- | ------- | ------- | ------- | ------- | ------- | ------- |
| 29 629  | ↘28 780 | ↘27 294 | ↘27 230 | ↘26 987 | ↘26 814 | ↘26 530 | ↘26 337 | ↘26 131 |
| 2017    | 2018    | 2019    | 2020    | 2021    |         |         |         |         |
| ↘25 907 | ↘25 598 | ↘25 237 | ↘24 914 | ↗25 180 |         |         |         |         |

Национальный состав
По итогам переписи населения 2020 года проживали следующие национальности (национальности менее 0,1 % и другое см. в сноске к строке «Другие»):
| Национальность | Численность, чел. | Доля     |
| -------------- | ----------------- | -------- |
| Русские        | 23 943            | 96,94 %  |
| Даргинцы       | 174               | 0,70 %   |
| Армяне         | 77                | 0,31 %   |
| Цыгане         | 69                | 0,28 %   |
| Чеченцы        | 52                | 0,21 %   |
| Езиды          | 49                | 0,20 %   |
| Украинцы       | 43                | 0,17 %   |
| Другие         | 292               | 1,19 %   |
| Итого          | 24 699            | 100,00 % |

## Административное деление
В состав Шолоховского района входят 9 сельских поселений:
1. Базковское сельское поселение (станица Базковская; хутор Альшанский; хутор Белогорский; хутор Верхнетокинский; хутор Громковский; хутор Фроловский)
2. Вешенское сельское поселение (станица Вешенская; хутор Андроповский; станица Еланская; хутор Краснояровский; хутор Лебяженский; хутор Пигаревский; хутор Солонцовский)
3. Дубровское сельское поселение (хутор Дубровский; хутор Антиповский; хутор Зубковский; хутор Щебуняевский)
4. Дударевское сельское поселение (хутор Дударевский; хутор Кривской; хутор Лосевский)
5. Калининское сельское поселение (хутор Калининский; хутор Криушинский; хутор Матвеевский; хутор Нижнекривской; хутор Плешаковский; хутор Рубежинский; хутор Рыбинский)
6. Колундаевское сельское поселение (хутор Колундаевский; хутор Алимовский; хутор Ващаевский; хутор Гороховский; хутор Кобызевский; хутор Солдатовский; хутор Ушаковский; хутор Черновский)
7. Кружилинское сельское поселение (хутор Кружилинский; посёлок Лаврова Балка; хутор Максаевский; хутор Сингиновский; хутор Чукаринский)
8. Меркуловское сельское поселение (хутор Меркуловский; хутор Варваринский; хутор Водянский; хутор Затонский; хутор Калиновский)
9. Терновское сельское поселение (хутор Терновской; хутор Антоновский; хутор Безбородовский; хутор Грязновский; хутор Кочетовский; хутор Моховской; хутор Поповский)

## Экономика
Сельскохозяйственным производством в районе занято 29 сельхозпредприятий, 169 крестьянских (фермерских) хозяйств и 11656 личных подсобных хозяйств.
В районе возделывают озимую пшеницу и подсолнечник, в меньших объёмах — озимую рожь, яровую пшеницу и ячмень, кукурузу на зерно, просо, зернобобовые и кормовые культуры. Площадь сельскохозяйственных угодий в районе составляет 136,3 тыс. га.

## Достопримечательности

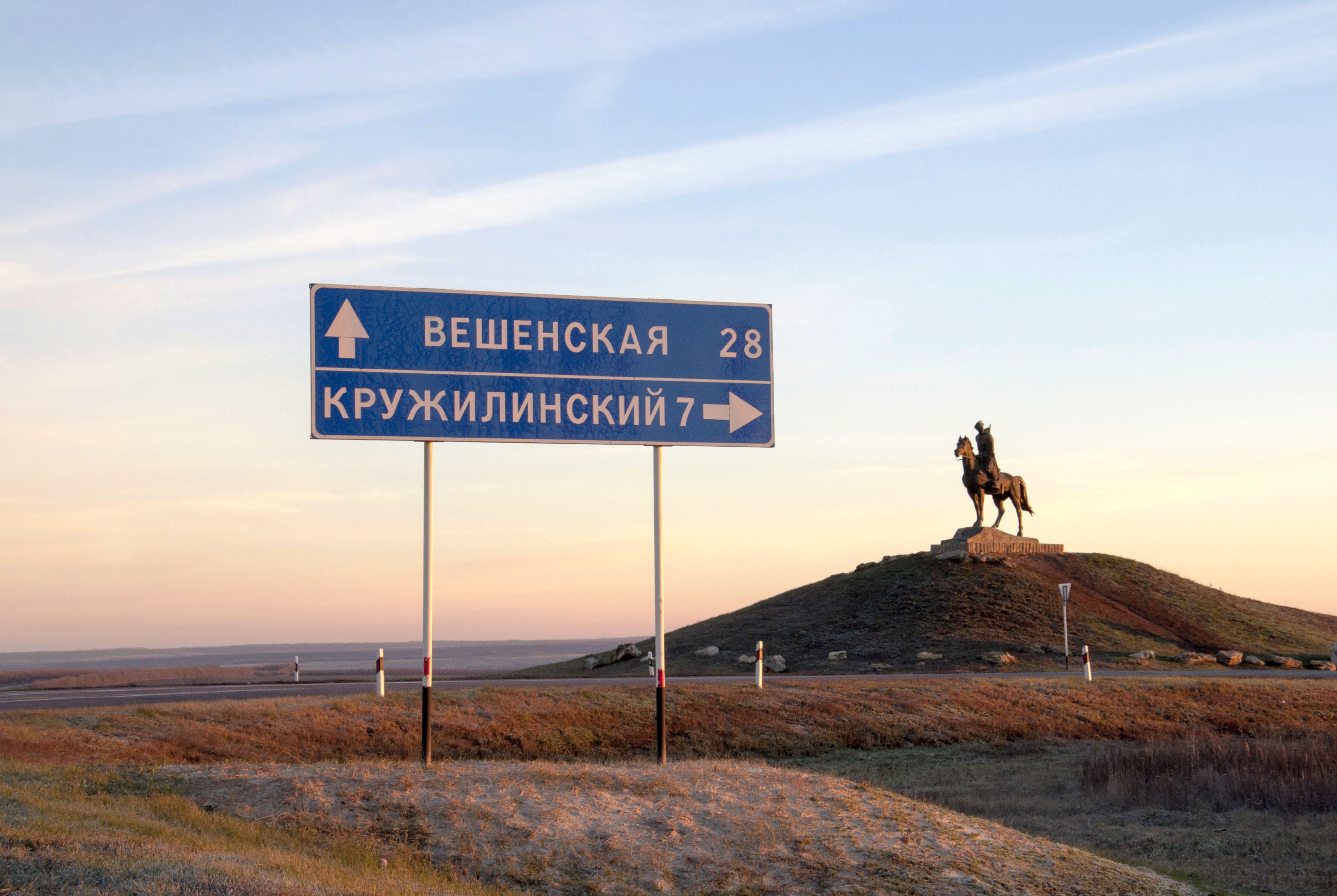
Бронзовый монумент «Казакам Тихого Дона»

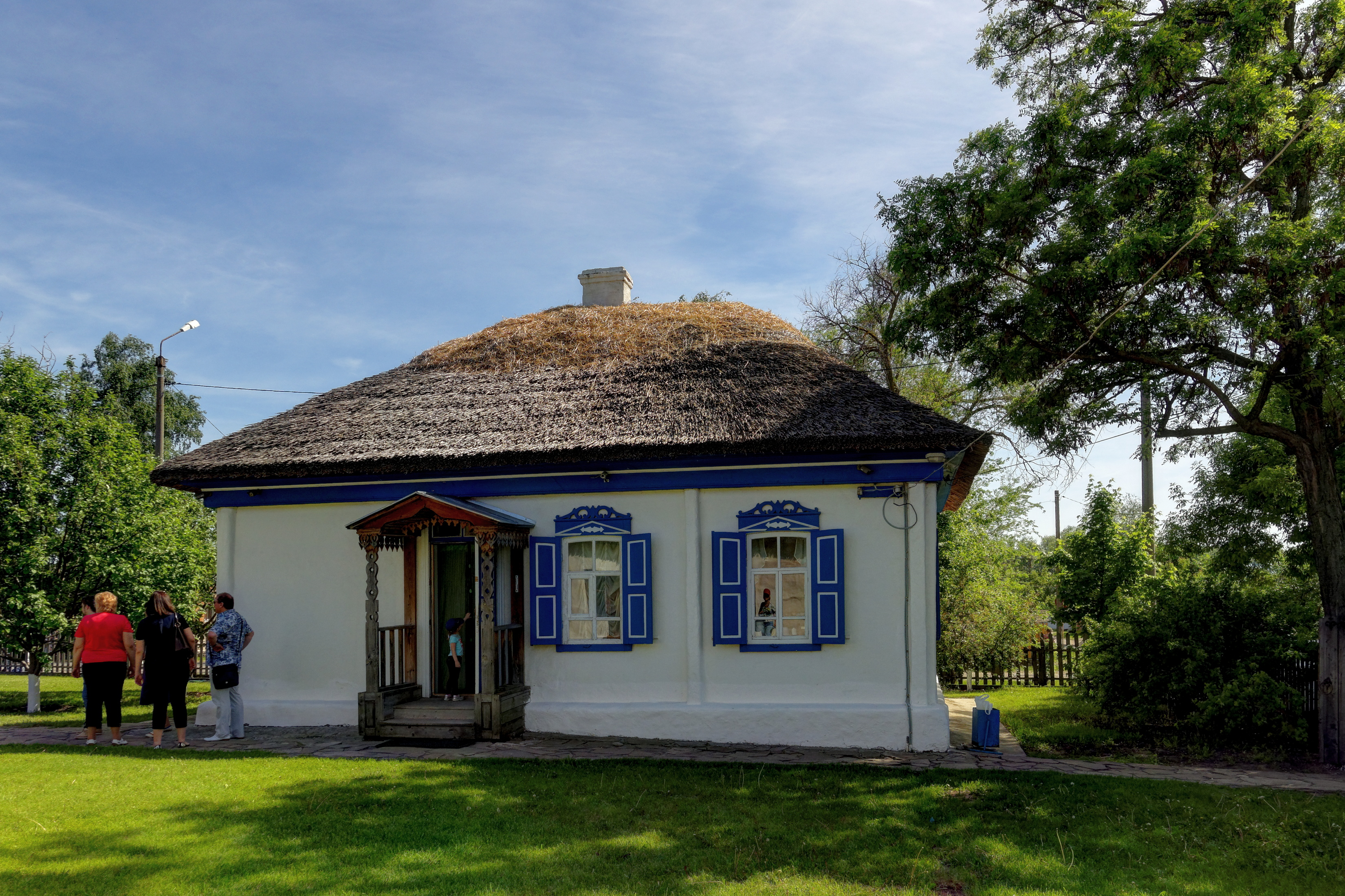
Вёшенская. Дом-музей М. А. Шолохова

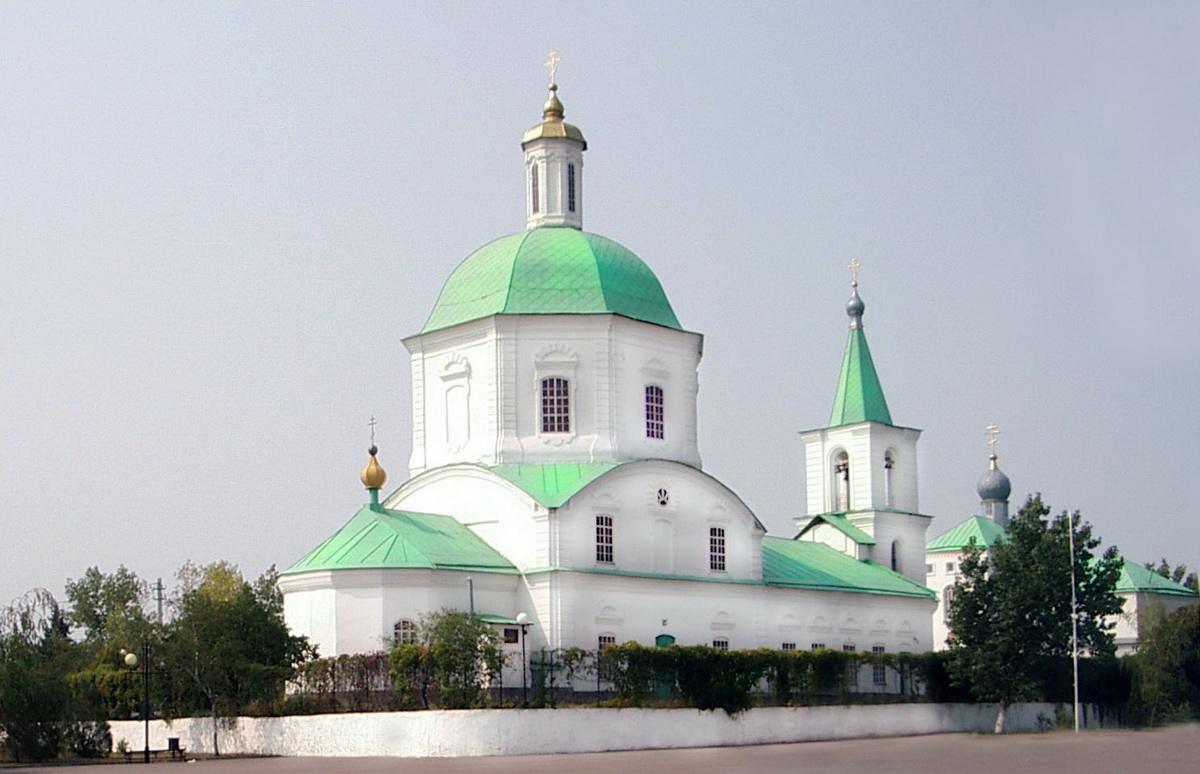
Свято-Михайло-Архангельский приход станицы Вешенской

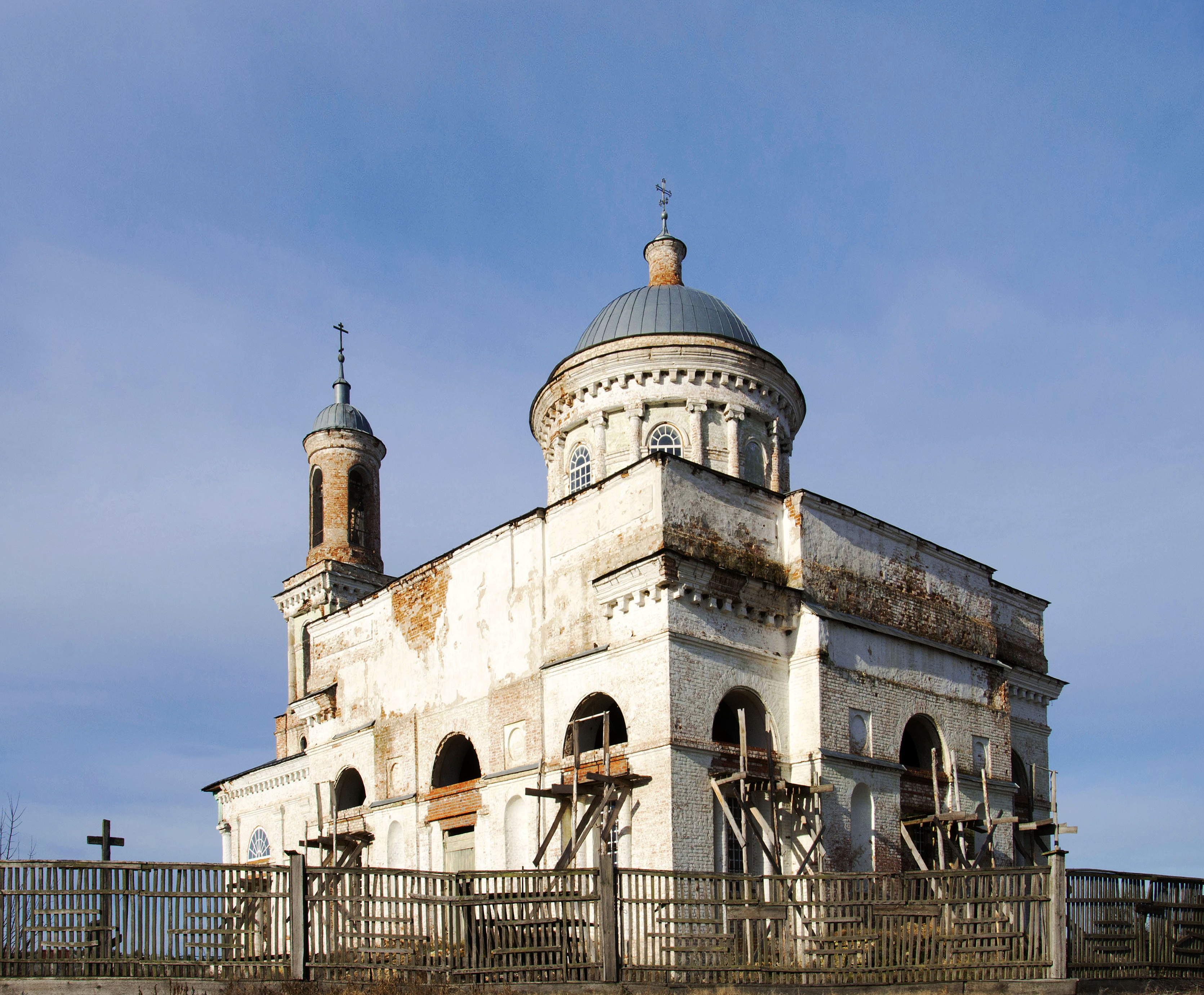
Свято-Никольский храм в станице Еланская

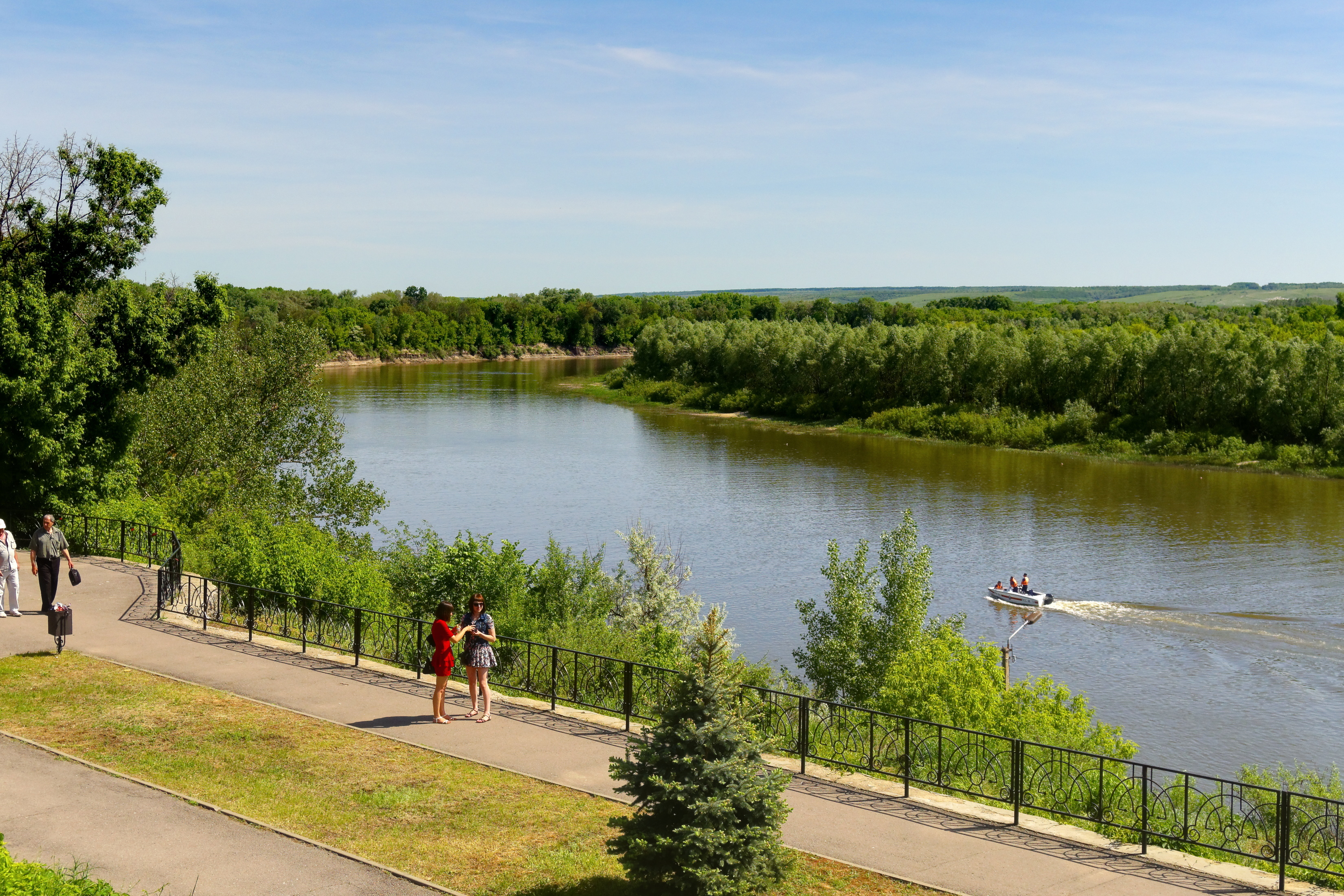
Набережная в станице Вёшенская

- Бронзовый монумент «Казакам Тихого Дона» у поворота на хутор Кружилинский.
- Орёл (памятный знак)

Памятники археологии Шолоховского района:
- Курганная группа "Варваринский I" (2 кургана).
- Курганная группа "Бубновский" (9 курганов).
- Курганная группа "Пановский" (3 кургана).
- Курганная группа "Токинский" (5 курганов).
- Курганная группа "Водянский" (2 кургана).
- Курганная группа "Громковский I" (3 кургана).

Всего на учете в Шолоховском районе Ростовской области находится 266 памятников археологии .
Объекты культурного наследия федерального значения в станице Вешенская:
- Государственный музей-заповедник М. А. Шолохова. В музее-заповеднике 16 памятников истории и культуры, на его территории находится 5 памятников природы и 265 памятников археологии[20].
- Дом, в котором жил и работал над романом «Тихий Дон» в 1926 – 1927 годах писатель М. А. Шолохов.
- Усадьба, где жил и работал в 1928-1984 годах писатель М. А. Шолохов.
- Могила М. А. Шолохова (1905—1984).
- Дом, в котором родился в 1905 году и жил до 1910 года писатель М. А. Шолохов — в хуторе Кружилинский.

Объекты культурного наследия регионального значения в станице Вешенская:
- Здание станичного правления,  литературный музей.
- Церковь Архистратига Михаила.
- Бюст М. А. Шолохову.
- Два памятника В. И. Ленину.
- Стела Ю. А. Гагарину.
- Многолетний (400 лет) дуб.

Выявленные объекты культурного наследия в станице Вешенская:
- Дом, где жил и работал над романом «Тихий Дон » в 1926-1927 годах М. А. Шолохов.
- Дом культуры, в котором проходили встречи М. А. Шолохова с общественными деятелями культуры.
- Дом культуры, в котором проходили встречи М. А. Шолохова с общественными деятелями культуры.
- Казачий курень с хозпостройками.
- Скульптурная композиция «Григорий и Аксинья».
- Ремесленные мастерские.

Памятники природы Шолоховского района:
- Дуб великан возрастом более 400 лет. Старый дуб с окружающими думами являются остатками аренной дубравы.
- Ольшаники - пойменный ольховый лес у реки Елань. В лесу с многичсленными озерами произрастают редкие растения степной зоны: телиптерис болотный, дягиль аптечный, вех ядовитый, недотрога обыкновенная, шпажник тонкий, вахта трехлистная и др.
- Антиповский бор - старое (1905) насаждение сосны.
- Урочище "Паники" с разнотравно-злаковой растительностью  является природным эталоном надпойменной песчаной террасы левобережья Среднего Дона.
- Урочище "Островное" - озеро с прилегающей территорией. Любимые место отдыха М. А. Шолохова.
- Шолоховские озера с большим видовым разнообразием животного и растительного мира.
- Еланские озера с видовым разнообразием краснокнижного животного и растительного мира. Здесь обитают выхухоли.

Храмы и молитвенные дома:
- Церковь Михаила Архангела в стиле барокко в станице Вёшенская.
- Церковь Троицы Живоначальной в станице Вёшенской, к настоящему времени не сохранилась.
- Церковь Николая Чудотворца в станице Еланской, построена около 1826 года.
- Церковь Сретения Господня в станице Базковская.
- Храм Казанской иконы Божией Матери.
- Церковь Покрова Пресвятой Богородицы в хуторе Нижнекривской.

## Известные уроженцы
- Шолохов, Михаил Александрович (1905—1984) — великий русский писатель, родился на хуторе Кружилине.
- Грачёв, Александр Матвеевич (1912—1973) — русский советский дальневосточный писатель, автор повестей «Тайна Красного озера», «Падение Тисима-Ретто» и др., родился на хуторе Меркуловском.
- Губанов, Георгий Васильевич (род. 1936) — русский советский журналист и писатель, родился на хуторе Севостьяновском.
- Кружилин, Иван Пантелеевич (род. 1930) — российский учёный, академик ВАСХНИЛ — РАСХН (1990), родился на хуторе Максаевском.
- Никулин, Михаил Андреевич (1898—1985) — русский советский писатель, автор повести «Полая вода» и других произведений, родился на хуторе Нижне-Максаев.
- Лиховидов,  Семён  Фёдорович ( 1918 - 2005 ) -  Герой  Советского Союза, генерал-майор, уроженец села Климовка, похоронен в г. Москве 18.4.2005 г.
- Федотов,  Пётр Иванович ( 1922 - 1996 ) - Герой  Советского Союза, полковник, уроженец  хутора Сингиновский Кружилинского сел. поселения, похоронен в г. Москве 21.01.1996 г.
- Коргутов, Владимир  Александрович ( 1965 ) - Герой  Российской  Федерации,  уроженец  ст.  Вёшенская